# Jacob Collier
Jacob Collier (sinh ngày 2 tháng 8 năm 1994) là một nhạc sĩ, ca sĩ, nhà cải biên, nhà soạn nhạc, nhà sản xuất và nhạc công chơi đa nhạc cụ người Anh trú tại Luân Đôn, Anh. Năm 2012, video có màn hình split-screen cover những bài hát nổi tiếng của anh, như bài "Don't You Worry 'bout a Thing" của Stevie Wonder, bắt đầu lan truyền trên YouTube. Phong cách của Collier pha trộn những yếu tố của jazz, a cappella, groove, dân ca, nhạc điện tử, nhạc cổ điển, Phúc âm, soul và khúc ứng tác, đồng thời thường sử dụng kĩ thuật phối khí. Năm 2014, Collier ký hợp đồng với công ty quản lý của Quincy Jones và bắt đầu làm việc trên một chiếc phương tiện trình diễn trực tiếp thính thị do mình anh điều khiển, được thiết kế và xây dựng tại MIT ở Boston. Ngày 1 tháng 7 năm 2016, Collier phát hành album đầu tay có tựa In My Room do anh tự thu âm, cải biên, biểu diễn và sản xuất toàn bộ tại nhà riêng ở Luân Đôn. Tháng 2 năm 2017, Collier được trao hai giải Grammy nhờ phần cải biên "Flintstones" và "You And I" trích từ album.

## Cuộc đời và sự nghiệp
Collier sinh ra và lớn lên tại Bắc Luân Đôn cùng cha mẹ và hai người em gái của mình. Anh theo học tại trường trung học quận Mill Hill ở Bắc Luân Đôn và trường Purcell cho các nhạc sĩ trẻ ở Bushey, Hertfordshire. Collier còn học piano jazz tại Học viện Âm nhạc Hoàng gia. Mẹ anh Susan Collier là một giáo viên nhạc, nghệ sĩ violin và chủ xướng dàn nhạc tại Học viện Âm nhạc Hoàng gia ở Luân Đôn. Ông ngoại của Collier là Derek Collier cũng là một nghệ sĩ violin cũng giảng dạy tại Học viện Âm nhạc Hoàng gia và biểu diễn cùng các dàn nhạc trên khắp thế giới. Nói đến vai trò của âm nhạc trong gia đình mình, Collier cho biết, "Chúng tôi cùng nhau hát những bài thánh ca của Bach như một gia đình - điều đó quá đỗi thích thú". Collier có một phần dòng máu gốc Hoa di truyền từ bà ngoại của anh, bà Lila Wong.
Collier còn là một diễn viên điện ảnh nhí với nghệ danh là tên khai sinh của anh, Jacob Moriarty. Năm 2004, anh đóng vai Tiny Tim trong phim A Christmas Carol của đạo diễn Arthur Allan Seidelman. Cùng thời điểm đó Collier còn hóa thân làm một ca sĩ sinh ba trong các vai cổ điển như một trong ba cậu bé ở vở opera The Magic Flute của Mozart và Miles trong vở opera The Turn of the Screw của Benjamin Britten; cả hai vở diễn đều có ảnh hưởng sâu sắc cách sử dụng và hiểu biết của anh về hòa âm. Nói về ngôn ngữ hòa âm của Britten, Collier cho biết, "tâm trí tôi bị tiêu tan từ trong ra ngoài". Collier đã nhận huy chương vàng ABRSM cho điểm số cao nhất cả nước nhờ kết quả thi hát bậc 8 của anh vào năm 2008.

### 2014–2015: Quincy Jones, MIT vàLive Performance Vehicle

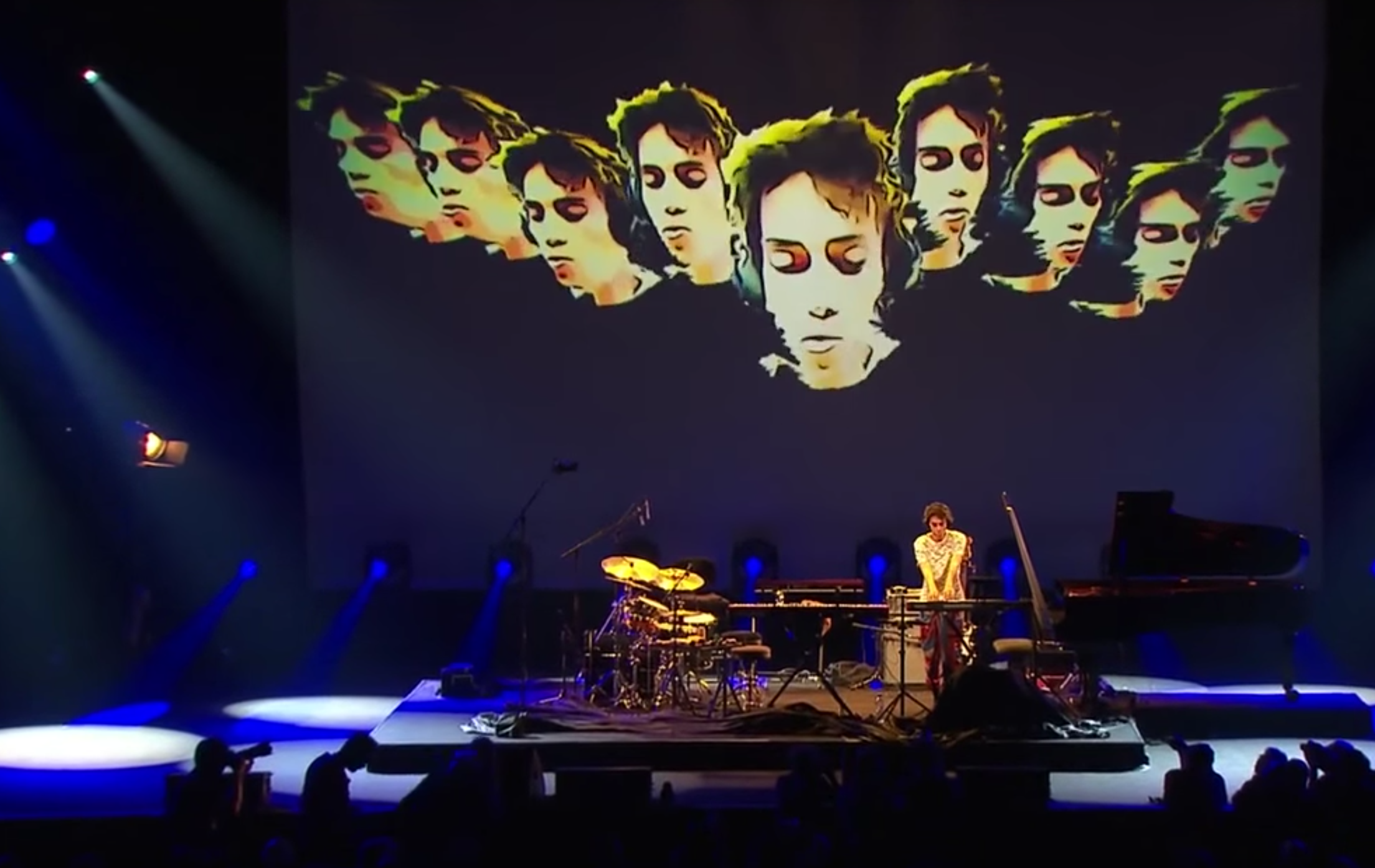
Chương trình độc diễn trực tiếp của Jacob Collier.

Trong khoảng thời gian này, Ben Bloomberg, một nghiên cứu sinh tại MIT Media Lab - chi nhánh của viện MIT, đã liên hệ với Collier để thảo luận về việc sáng chế và phát triển phần mềm lẫn phần cứng nhạc cho buổi diễn trực tiếp. Qua những tháng kế tiếp, anh và Collier phát triển và thiết kế một trải nghiệm trực tiếp đa phương tiện mới.
Năm 2015, chương trình độc tấu trực tiếp đầu tay của Collier được hoàn tất và bắt đầu lưu diễn ở châu Âu và Mỹ. Trong buổi diễn có nhiều nhạc cụ xếp thành vòng tròn với 6 trạm phát looping có khả năng chơi nhạc nền cùng một lúc. Điểm nhấn của chương trình độc diễn là một nhạc cụ hòa âm giọng hát đặc biệt với tính năng tùy chỉnh, do Collier và Bloomberg thiết kế và sáng chế, cho phép Collier biểu diễn những khúc hòa âm đa giọng hát trong thời gian thực. Màn biểu diễn đầu tay của chương trình được tổ chức tại câu lạc bộ Ronnie Scott's Jazz Club ở Luân Đôn. Một tuần sau, Collier mở màn cho Herbie Hancock và Chick Corea với chương trình độc diễn tại nhạc hội Montreux Jazz Festival 2015.

### 2015–2018:In My Room, Chuyến Lưu Diễn Thế giới và #IHarmU
Tháng 7 năm 2015, công ty Beats của Dr. Dre tiếp cận với Collier cho chiến dịch thuộc giải vô địch rugby thế giới ở Anh mang tên 'The Game Starts Here'. Collier đã ghi một bản cappella của bài thánh ca nổi tiếng "Jerusalem" để quảng cáo, được phát sóng trên kênh truyền hình quốc gia trước mỗi trận đấu của đội tuyển Anh.
Cuối năm 2015, Collier bắt tay vào thực hiện album đầu tay có tựa In My Room sau khi biểu diễn với WDR Big Band tại một buổi hòa nhạc ở Cologne, Đức. Anh đã một mình cải biên, thu âm, biểu diễn và sản xuất toàn bộ album khi chơi từng nhạc cụ, bên cạnh đó còn sáng tác 8 trong 11 ca khúc. Album được thu âm và hòa âm trong quãng thời gian 3 tháng trong một căn phòng nhạc của gia đình anh ở Luân Đôn, Anh (đó cũng là lý do anh đặt tựa đề album là In My Room). Album được xử lý hậu kỳ bởi Bernie Grundman và phát hành vào ngày 1 tháng 7 năm 2016 thông qua hãng đĩa độc lập Membran Entertainment Group. Sau khi phát hành sản phẩm, Collier khởi động một chuyến lưu diễn toàn thế giới với chương trình độc diễn của mình, trong đó có nhạc hội Montreux Jazz Festival 2016.

## Danh sách đĩa nhạc

### Album phòng thu
| Tựa đề                                                  | Chi tiết album                                                                                                | Vị trí xếp hạng cao nhất | Vị trí xếp hạng cao nhất | Vị trí xếp hạng cao nhất | Vị trí xếp hạng cao nhất |
| Tựa đề                                                  | Chi tiết album                                                                                                | US Heat.                 | US Indie                 | US Jazz                  | US Classical             |
| ------------------------------------------------------- | --- | ------------------------ | ------------------------ | ------------------------ | ------------------------ |
| In My Room                                              | - Phát hành: 1 tháng 7 năm 2016 - Hãng đĩa: Membran - Định dạng: CD, LP, tải kĩ thuật số                      | 10                       | 50                       | 3                        | —                        |
| Djesse (Vol. 1) (với Metropole Orkest và Jules Buckley) | - Phát hành: 7 tháng 12 năm 2018 - Hãng đĩa: Hajanga Records, Geffen Records - Định dạng: CD, tải kĩ thuật số | 14                       | —                        | 6                        | 6                        |
| Djesse (Vol. 2)                                         | - Phát hành: 28 tháng 6 năm 2019 - Hãng đĩa: Hajanga Records, Geffen Records - Định dạng: CD, tải kĩ thuật số | Dự kiến phát hành        | Dự kiến phát hành        | Dự kiến phát hành        | Dự kiến phát hành        |
| Djesse (Vol. 3)                                         | - Ngày phát hành dự kiến: 2019                                                                                | Dự kiến phát hành        | Dự kiến phát hành        | Dự kiến phát hành        | Dự kiến phát hành        |
| Djesse (Vol. 4)                                         | - Ngày phát hành dự kiến: 2019                                                                                | Dự kiến phát hành        | Dự kiến phát hành        | Dự kiến phát hành        | Dự kiến phát hành        |

## Giải thưởng và đề cử
| Năm          | Tên giải                                                               | Hạng      | Kết quả | chú thích |
| ------------ | ---------------------------------------------------------------------- | --------- | ------- | --------- |
| 2016         |                                                                        |           |         |           |
| Giải Jazz FM | Nghệ sĩ đột phá của năm                                                | Đề cử     | [ 26 ]  |           |
| Giải Jazz FM | Sáng chế kĩ thuật số của năm (tài trợ bởi 7digital)                    | Đoạt giải | [ 26 ]  |           |
| Giải MOBO    | Nghệ sĩ JAZZ xuất sắc nhất                                             | Đề cử     | [ 27 ]  |           |
| 2017         |                                                                        |           |         |           |
| Giải Grammy  | Cải biên, instrumental hoặc A cappella xuất sắc nhất (cho "You and I") | Đoạt giải | [ 28 ]  |           |
| Giải Grammy  | Cải biên, nhạc cụ và giọng hát xuất sắc nhất (cho "Flintstones")       | Đoạt giải | [ 28 ]  |           |